# Феллин, Мэри
Мэри Феллин (англ. Mary Fallin, 9 декабря 1954, Уорренсберг, Миссури) — американский политик, представляющая Республиканскую партию. 27-й губернатор штата Оклахома (2011—2019).

## Биография

### Ранние годы и образование
Мэри Феллин, урожденная Мэри Коупленд, родилась в Уорренсберге, штат Миссури, в семье Мэри Джо и Джозефа Ньютона Коупленд. Её отец и мать оба становились мэрами города Текумсе, где она выросла. После окончания средней школы Текумсе, Мэри училась в Баптистском университете в Шоуни и в Университете Центральной Оклахомы в Эдмонте. Феллин также получила степень бакалавра наук в Университете штата Оклахома.

### Политическая карьера
В 1990 году Феллин была избрана в Палату представителей штата Оклахома. В 1995 году Феллин была избрана вице-губернатором Оклахомы, став первой женщиной и первым представителем Республиканской партии на этом посту. Как вице-губернатор, Феллин занимала пост президента Сената штата, а также входила в состав десяти советов и комиссий. На протяжении всех 12 лет пребывания в этой должности она проводила агрессивную политику с упором на экономическое развитие, образование, здравоохранение и государственные реформы.
7 ноября 2006 года Феллин была избрана в Палату представителей США. На выборах она победила демократа Пола Дэвида Хантера. Она стала первой женщиной, избранной в Конгресс США от штата Оклахома с 1921 года. Она подала в отставку с поста вице-губернатора 2 января 2007 года и была приведена к присяге в Конгрессе 4 января 2007 года. Феллин была переизбрана в Палату представителей США в 2008 году.
Феллин была членом Комитета Палаты представителей по вооружённым силам, Комитета Палаты по малому бизнесу, а также Комитета Палаты представителей по транспорту и инфраструктуре. Она также работала в исполнительном комитете Национального республиканского комитета при Конгрессе, была председателем Республиканского комитета по политической стратегии и заместителем председателя Форума женщин Конгресса.
В сентябре 2009 года Феллин объявила о своём намерении баллотироваться на пост губернатора Оклахомы. Она выиграла праймериз Республиканской партии, набрав 136 477 голосов, в то время, как её ближайший соперник, сенатор штата Рэнди Брогдон, — 98 170 голосов. 2 ноября 2010 года на всеобщих выборах Феллин победила кандидата от демократов Джари Эткинса, набрав 60 % голосов против 39 %. Она стала первой женщиной-губернатором штата Оклахома. Феллин вступила в должность губернатора 10 января 2011 года.
В апреле 2015 года подписала законопроект, разрешающий удушение азотом в качестве альтернативного метода казни.